# Mario Zenari
Mario kardinál Zenari (* 5. ledna 1946, Villafranca di Verona) je italský římskokatolický duchovní, papežský diplomat, arcibiskup a kardinál. Dne 19. listopadu 2016 jej papež František jmenoval kardinálem.